# De Havilland DH.112 Venom
Il de Havilland DH.112 Venom era un aereo militare monomotore a getto ad ala dritta prodotto dall'azienda britannica de Havilland Aircraft Company negli anni cinquanta ed utilizzato principalmente dalla Royal Air Force nella versione monoposto cacciabombardiere e nella biposto caccia notturno.
Sviluppato dal precedente DH.100 Vampire fece da anello di congiunzione tra la prima generazione di caccia a getto di produzione britannica, i Gloster Meteor e Vampire dotati di motore a compressore centrifugo, e la successiva generazione, gli Hawker Hunter e de Havilland DH.110 Sea Vixen, dotati di motore con compressore assiale.
Il Venom riscosse un buon successo commerciale internazionale esportando il modello anche con versioni appositamente studiate, per soddisfare le richieste di fornitura alle aeronautiche militari di Iraq, Italia, Nuova Zelanda, Svezia, Svizzera e Venezuela. Successivamente ne venne prodotta anche una versione imbarcata, il Sea Venom, destinata ad operare da portaerei.

## Storia del progetto
Il Venom venne concepito per trovare un sostituto tecnologicamente più avanzato per il DH.100 Vampire che fu il secondo velivolo a getto ad entrare in servizio nella RAF. Nel 1948 la de Havilland propose uno sviluppo del Vampire, il DH.107 Vampire FB.8, una versione da caccia d'alta quota che adottava un'ala dallo spessore più sottile ed un motore più potente. Per molti aspetti l'aspetto del Venom risultava molto simile a quello del Vampire, in quanto condividevano la peculiare soluzione tecnica della doppia trave di coda e la struttura composita in legno e metallo, benché il Venom differisse in alcune parti.
La soluzione piacque ed un Vampire F.1 venne dotato del nuovo motore de Havilland Ghost che risultava fornire una spinta superiore al de Havilland Goblin usato originariamente dal Vampire. Con la denominazione DH.112, il Venom venne ufficialmente richiesto dall'Air Ministry britannico che emise una specifica apposita per la fornitura di un velivolo militare veloce, dotato di ottima manovrabilità e capace di ricoprire il ruolo di cacciabombardiere per rimpiazzare il suo progenitore.
Il primo prototipo del Venom venne portato in volo per la prima volta il 2 settembre 1949 e la prima versione monoposto di serie, alla quale venne data la denominazione FB.1 (Fighter-Bomber, cacciabombardiere), entrò in servizio operativo nel 1952. Venne prodotta in 375 esemplari ed era armata con 4 cannoncini automatici Hispano Mk V da 20 mm posizionati sul muso, dotati di caricatori da 150 colpi ciascuno. Poteva inoltre essere equipaggiato con due bombe da 1 000 libbre (454 kg) o, in alternativa, con 8 razzi aria-superficie non guidati RP-3 da 60 lb (27 kg). Il carico bellico maggiorato costituiva un miglioramento delle capacità tattiche rispetto al Vampire FB.5. Per la propulsione venne adottato un Ghost 48 Mk.1 capace di fornire una spinta di 4 850 lbf equivalenti a 21,6 kN.
La successiva versione, denominata NF.2 (Night Fighter, caccia notturno) venne portata in volo per la prima volta nel 1950 per entrare in servizio operativo tre anni più tardi, nel 1953, in ritardo rispetto alle previsioni per una serie di problemi minori riscontrati nello sviluppo. Per posizionare i due membri dell'equipaggio necessari, il pilota e l'operatore radar, venne realizzato un abitacolo a due posti affiancati e modificata la parte anteriore della fusoliera per ospitare il radar di intercettazione sul muso. Questa versione rimpiazzò il Vampire NF.10 e venne seguita da un nuovo sviluppo, l'NF.3, ultima versione da caccia notturna del Venom, portata in volo per la prima volta nel 1953 ed entrata in servizio operativo nel 1955. Quest'ultima versione ebbe, con la Royal Air Force, una carriera operativa relativamente breve essendo una soluzione provvisoria in attesa della sua sostituzione con il nuovo caccia ognitempo bimotore Gloster Javelin avvenuta nel 1957.
La versione finale del Venom in dotazione alla RAF fu il monoposto FB.4, portato in volo per la prima volta il 29 dicembre 1953, entrato in servizio nel 1955 e prodotto in 250 esemplari. Per la propulsione utilizzava una versione ulteriormente evoluta e più potente del Ghost, la 105, capace di fornire una spinta di 5 150 lbf (22,9 kN). Per far fronte alla maggiore spinta disponibile venne rinforzata la struttura, inoltre venne adottato un seggiolino eiettabile per salvaguardare l'incolumità del pilota in caso di guasto tecnico o di abbattimento nemico.

## Tecnica
Come il precedente Vampire da cui derivava, il Venom conservava l'impostazione monomotore a getto situato dietro la fusoliera, tra la doppia trave di coda, soluzione tecnica che permetteva di ridurre drasticamente la perdita di spinta del motore nel condotto di scarico.

## Impiego operativo

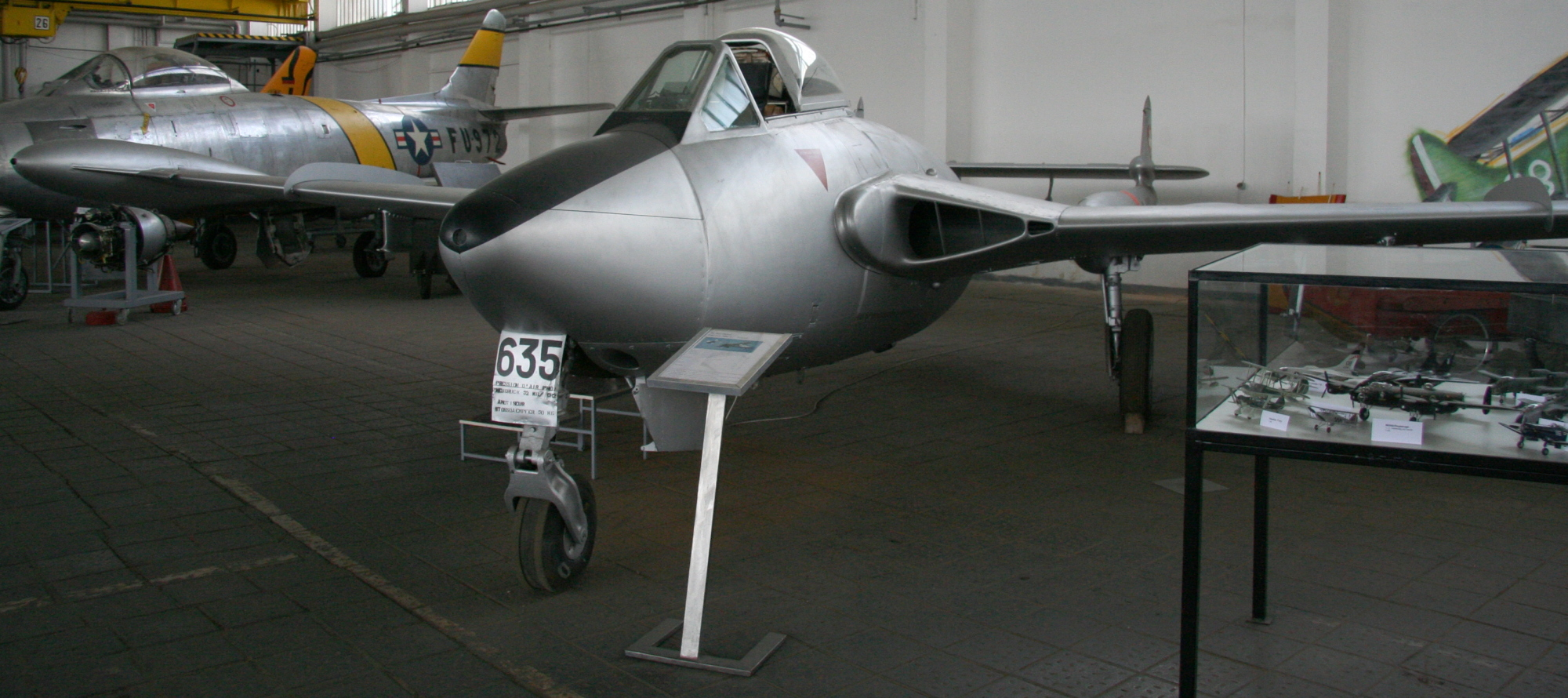
Il Venom FB.1R (n. 845) J-1635 esposto al Museum für Luftfahrt und Technik di Wernigerode, Germania.

I Venom vennero impiegati in combattimento dalla Royal Air Force durante la Malayan Emergency, un conflitto che vide i britannici affrontare la guerriglia malese tra il 1948 ed il 1960; i 45th e 60th Squadrons RAF li ebbero a disposizione dalla metà degli anni cinquanta, impiegandoli come supporto tattico nelle operazioni contro i guerriglieri comunisti durante l'operazione Firedog, il nome in codice assegnato alle operazioni della Royal Air Force nel territorio della Federazione della Malesia. I Venom vennero concessi in affitto alla Royal New Zealand Air Force impegnata anch'essa nel conflitto, i quali operarono nella No. 14 Squadron RNZAF.
Il Venom venne utilizzato dalla RAF anche durante la Crisi di Suez, conflitto per l'occupazione militare del canale di Suez conteso tra Egitto, guidato dal presidente Gamāl ʿAbd al-Nāsser, ed una coalizione franco-britannico-israeliana, durante l'operazione Musketeer del 1956 con i 6, 8 e 249 Squadrons RAF che operavano dalla base RAF Akrotiri, nell'isola di Cipro. La battaglia aerea che avvenne il 31 ottobre 1956 diede inizio alla crisi di Suez e vide i Venom della RAF impegnati nell'ingaggiare una serie di installazioni militari sul territorio egiziano.
Vennero intensamente utilizzati anche nel Vicino Oriente, come supporto nelle operazioni antiterrorismo nei territori di Aden e Oman, durante le quali vennero persi alcuni velivoli. Vennero inoltre utilizzati in combattimento in Kenya durante l'insurrezione del movimento politico nazionalista Mau-Mau.
Tutti i Venom operativi nella RAF vennero ritirati dalla prima linea nel 1962 dopo aver prestato servizio, anche in operazioni belliche, in numerose aree mondiali, alcune delle quali risultate le più impegnative dal punto di vista climatico che la RAF avesse mai affrontato sino a quel momento.
Gli ultimi esemplari non britannici a rimanere in servizio attivo furono quelli appartenenti alle Forze aeree svizzere, ritirati dal servizio operativo nel 1983. Al 2004 circa 20 di questi velivoli continuavano ad essere ancora impiegati in manifestazioni aeree mentre un buon numero non più in condizioni di volo sono conservati nei musei di Regno Unito, Svezia, Svizzera, in mostra statica.

### I Venom in Italia
Alla fine degli anni quaranta l'industria aeronautica italiana era impegnata nella ricostruzione della propria aviazione militare. Il periodo immediatamente successivo alla fine del secondo conflitto mondiale vide l'acquisizione di una serie di velivoli surplus di produzione statunitense e britannica, ma si trattava comunque di unità mosse da motori a pistoni mentre i primi velivoli a getto erano stati impiegati in ruoli operativi.
Mentre venivano studiati e realizzati i nuovi velivoli a getto nazionali con poca fortuna e dai costi superiori a quelli delle eccedenze di cui sopra, la Fiat Aviazione, la Aermacchi e l'Alfa Romeo riuscirono ad acquistare una licenza per produrre i de Havilland Vampire e il suo turbogetto certi di un futuro coinvolgimento nello sviluppo del Venom in versione biposto da caccia notturna.
Nell'estate 1951 però il governo statunitense informò quello italiano della decisione di non partecipare finanziariamente all'operazione disponibile dai fondi PAM ribadendo che, pur non potendo imporre un divieto alla possibile iniziativa, questa sarebbe stata interamente a carico del governo italiano.
L'anno successivo le possibilità di raggiungere un accordo per la produzione di 1 100 esemplari e 1 000 motori Ghost di scorta sembrava ancora concreta, tanto che l'Aeronautica Militare emise un ordine di fornitura iniziale per 80 nuovi Venom, tuttavia in ambito NATO il programma venne congelato e l'industria italiana si vide costretta ad evadere l'ordine con i Vampire di cui manteneva la licenza di produzione mentre l'eccedenza dei motori Ghost prodotti venne ceduta alla Francia.
Gli unici esemplari di Venom in organico furono 2 cacciabombardieri diurni monoposto di produzione estera arrivati in Italia con una livrea blu metallica ed assegnati il primo a Roma Ciampino, presso la sezione velivoli a getto del Nucleo Sperimentale, ed il secondo all'aeroporto di Amendola presso la locale scuola di volo.

## Versioni

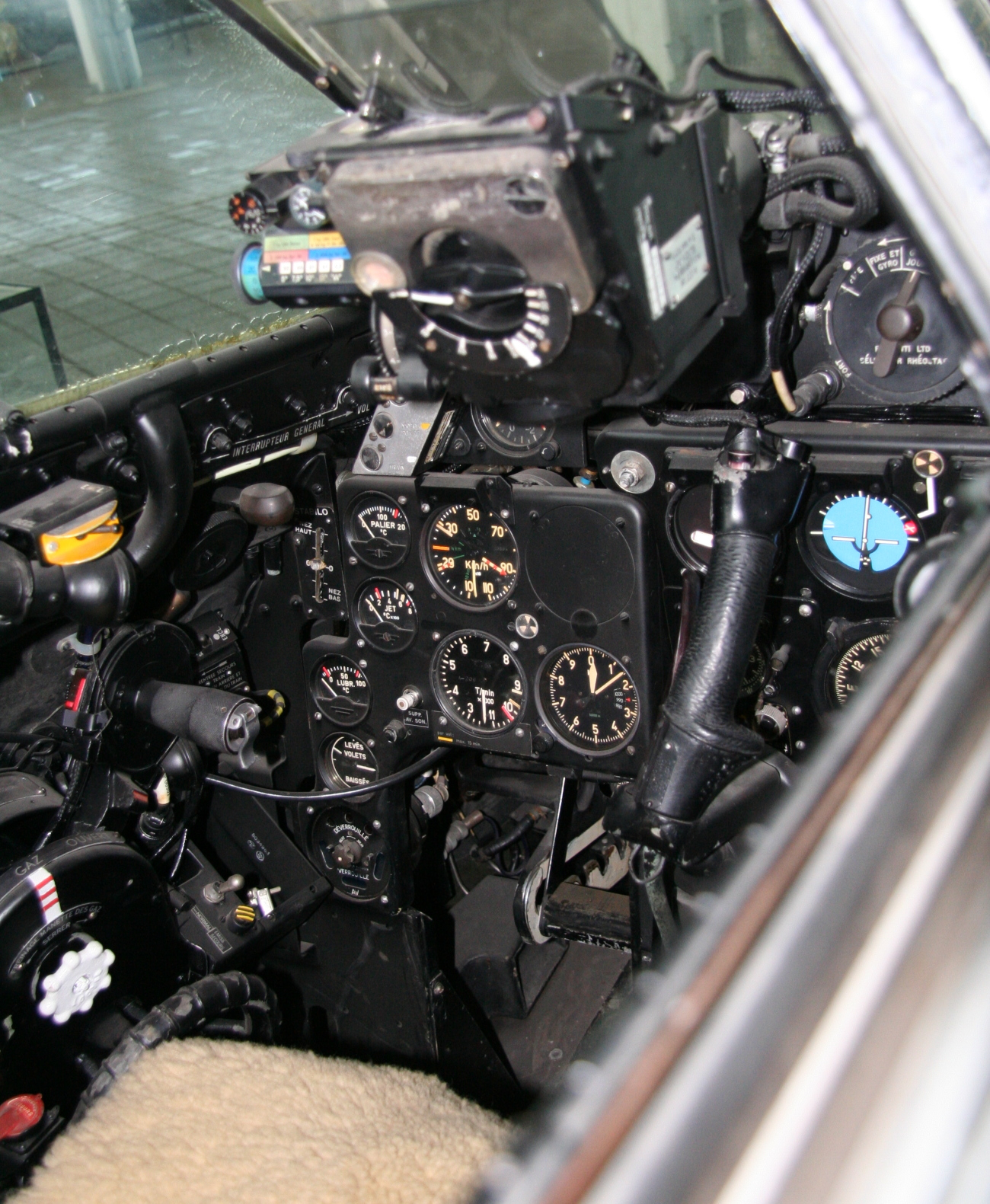
Il cockpit del Venom FB.1R (n. 845) J-1635 esposto al Museum für Luftfahrt und Technik di Wernigerode, Germania.

FB.1
prima versione di serie, cacciabombardiere monoposto, prodotta in 375 esemplari.
NF.2
versione caccia notturno biposto intermedia, sviluppata a partire da una versione appositamente studiata per l'esportazione e destinata alla forza aerea egiziana, prodotta in 91 esemplari.
NF.2A
versione modificata dell'NF.2, dotata alcuni miglioramenti tra cui l'irrobustimento del longherone alare per ovviare ad alcuni problemi che avevano portato ad una serie di incidenti occorsi principalmente all'NF.2 e ad altre versioni.
NF.3
versione ulteriormente modificata del NF.2 dotata di seggiolino eiettabile, una più potente versione del motore Ghost, la 104, e di un nuovo radar di produzione statunitense che richiese una leggera modifica del muso; prodotta in 123 esemplari.
FB.4
versione finale di serie destinata alla RAF; cacciabombardiere monoposto caratterizzata da modifiche strutturali, dotata di motorizzazione Ghost 105 e seggiolino eiettabile; prodotta in 250 esemplari.
FB.50
versione da esportazione destinata ad Iraq e Svizzera ed utilizzata negli anni cinquanta, prodotta in 15 esemplari.
NF.51
versione caccia notturno da esportazione. Un totale di 60 esemplari vennero acquistati dalla Svezia ed utilizzati con la nuova denominazione J33. Rimasero operativi nel periodo 1953–1960 nel reparto F 1 Hässlö basato a Västerås.
FB.54
versione da esportazione destinata a Venezuela e Svizzera ed utilizzata negli anni cinquanta, prodotta in 22 esemplari.
Sea Venom FAW. 20
versione biposto navalizzata (50 esemplari) per la Royal Navy.
Sea Venom FAW. 21
nuovo radar e altre modifiche (167 esemplari) per la Royal Navy.
Sea Venom FAW. 22
reattori e radar migliorati (39 esemplari) per la Royal Navy.
Aquilon 20
Sea Venom FAW. 20 assemblati in Francia dalla SNCASE (4 esemplari) per l'Aéronautique navale.
Aquilon 202
biposto con sedili eiettabili e radar AN/APQ-65, costruiti in Francia dalla SNCASE (75 esemplari) per l'Aéronautique navale.
Aquilon 203
monoposto con radar AN/APQ-94, costruiti in Francia dalla SNCASE (40 esemplari) per l'Aéronautique navale.
Aquilon 204
biposto da addestramento, costruiti in Francia dalla SNCASE (15 esemplari) per l'Aéronautique navale.

## Utilizzatori
Iraq

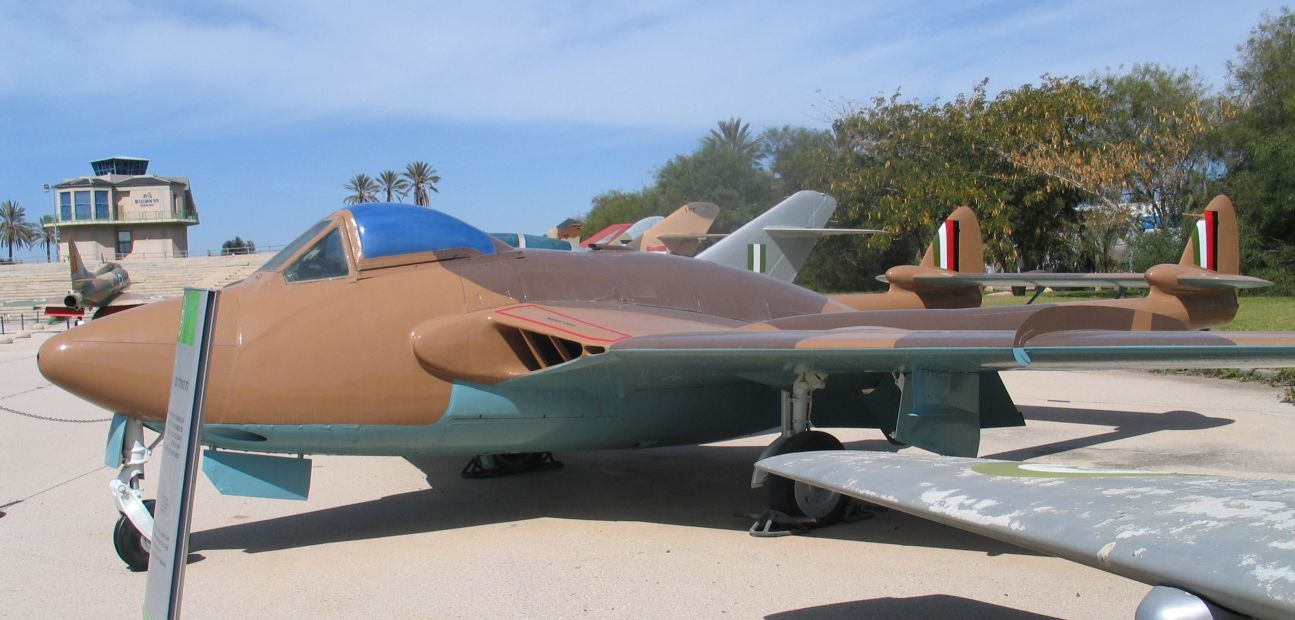
Un Venom in livrea Al-Quwwat al-Jawwiyya al-'Iraqiyya, l'aeronautica militare irachena conservato al Muzeyon Heyl ha-Avir.

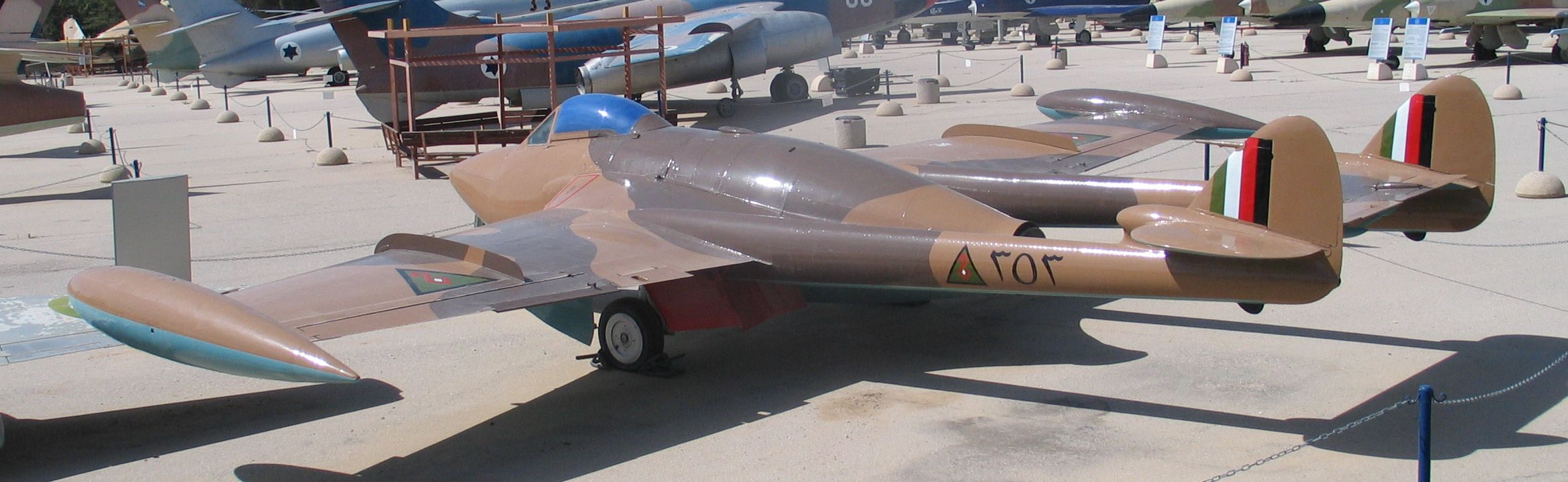
vista posteriore dello stesso Venom.

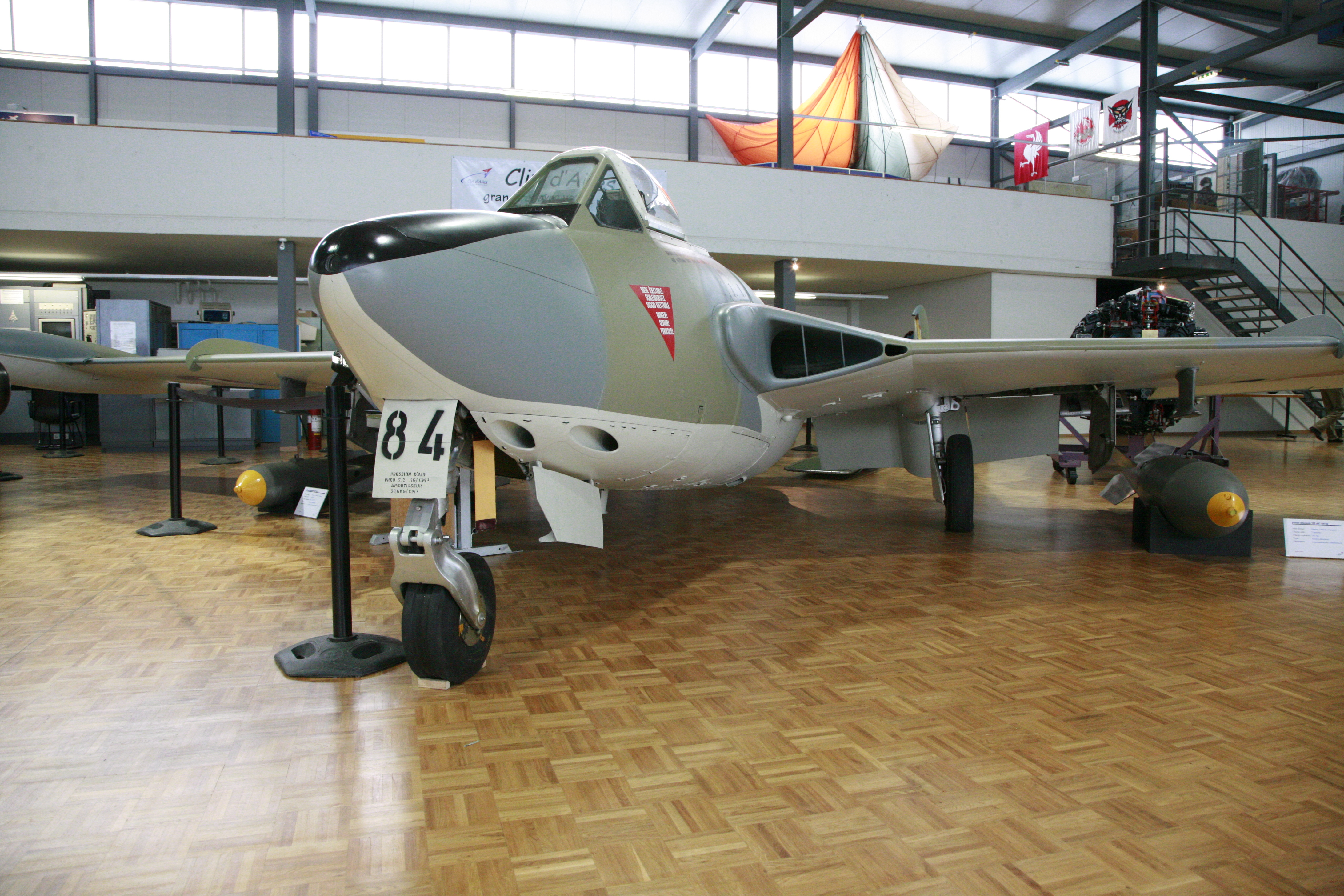
Vista frontale del Venom delle Forze aeree svizzere esposto alla base aerea Payerne, Svizzera.

- Al-Quwwat al-Jawwiyya al-'Iraqiyya

 Italia
- Aeronautica Militare

 Francia
- Aéronautique navale

 Nuova Zelanda
- Royal New Zealand Air Force
  - No. 14 Squadron

 Regno Unito
- Royal Air Force
- Royal Navy

 Svezia
- Svenska Flygvapnet
  - F 1 Hässlö

 Svizzera
- Forze aeree svizzere

 Venezuela
- Fuerza Aérea Venezolana

## Esemplari attualmente esistenti

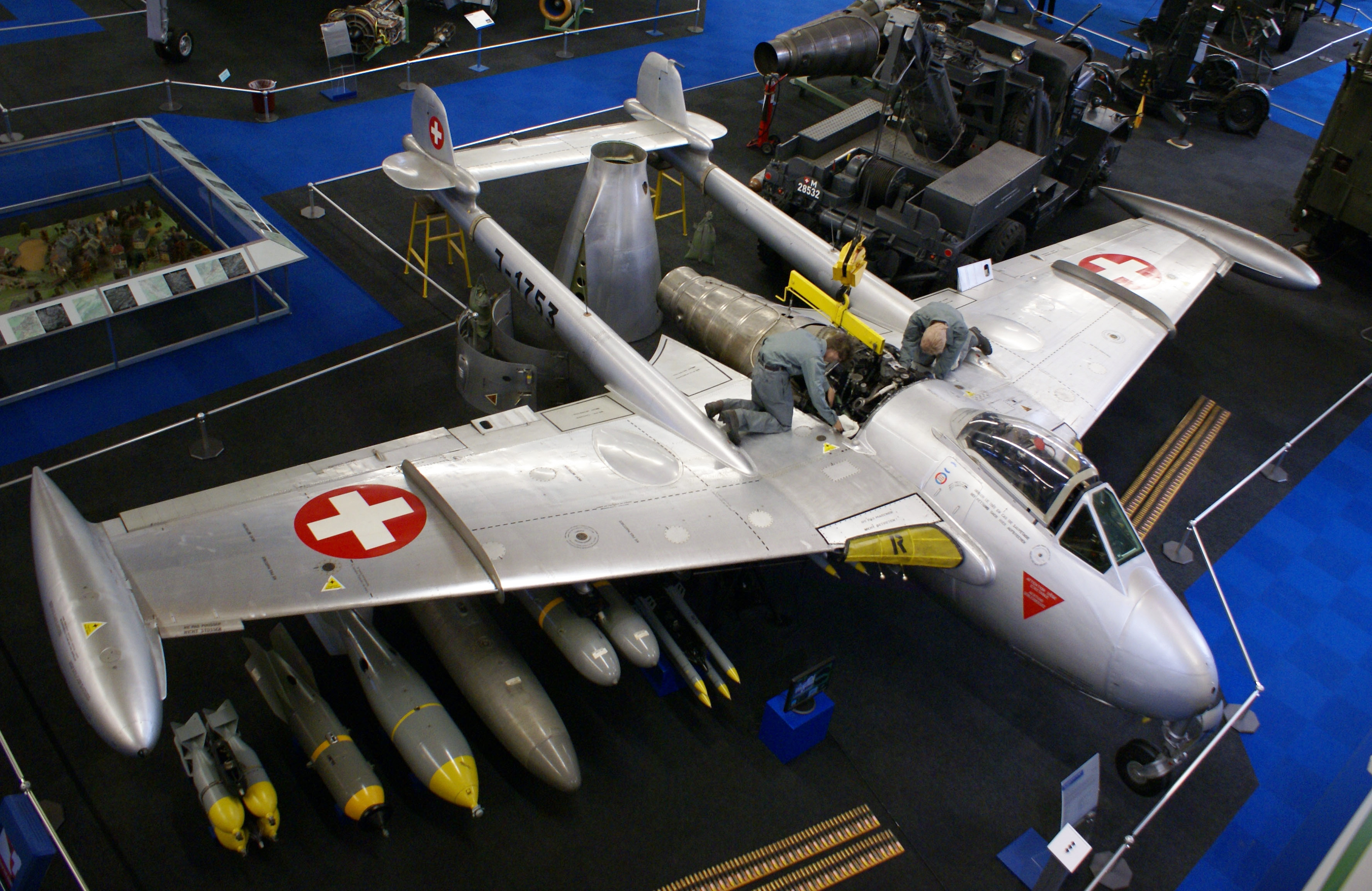
Un Venom delle Forze aeree svizzere fotografato con la sua dotazione bellica.

Attualmente sono conservati diversi esemplari del Venom in parte grazie anche alla longevità nel servizio operativo effettuato nelle Forze aeree svizzere.

### Europa
Nel territorio italiano è presente un solo esemplare, un FB.4, esposto presso il Parco tematico dell'aviazione di Rimini. Nel Regno Unito sono conservati, oltre ad alcuni Sea Venom, esemplari di NF.3, di FB.50 ed FB.54 prodotti su licenza in Svizzera, tra i quali l'FB.4 ex Forze aeree svizzere matricola J1704 esposto al RAF Museum Cosford. In Svezia sono conservati due esemplari della versione NF.51. In Svizzera sono presenti molti esemplari di produzione locale, questi presenti anche in altre diverse nazioni europee. Nel museo della tecnica di Sinsheim, Germania, un paio di Venom sono presenti, di cui uno "pilotabile" inserendo i gettoni del museo (tramite un joystick esterno lo si fa muovere tutto in quanto appeso a cavi mobili).

### Paesi extraeuropei
In Australia, alcuni Sea Venom FAW.53. In Venezuela esiste l'unico esemplare completo monoposto di produzione britannica.

### Esemplari in condizioni di volo
Anche se il Venom è stato, per un certo periodo di tempo, un Warbird molto popolare anche grazie alla sua economicità, il numero di esemplari in condizioni di volo è in diminuzione. Attualmente ci sono due esemplari che volano regolarmente nel Regno Unito più altri due, uno in Svizzera ed un altro negli Stati Uniti, tutti di produzione svizzera.